# Umberto Scardaoni
Umberto Scardaoni (Savona, 19 ottobre 1932 – Savona, 28 marzo 2016) è stato un politico italiano, sindaco di Savona dal 1982 al 1987 e senatore dal 1987 al 1992.

## Biografia
Membro del PCI, fu segretario della FGCI di Savona negli anni Cinquanta e successivamente assessore comunale a Savona. Fu poi vicesegretario e, dal 1970 al 1980, segretario della Federazione del PCI di Savona. In seguito alle elezioni amministrative del 1980 divenne vicesindaco di Savona e nel 1982 fu eletto Sindaco, incarico nel quale fu riconfermato dopo le elezioni amministrative del 1985. 
Nel 1987 lasciò la guida dell'Amministrazione comunale per essere eletto al Senato della Repubblica. Dopo la svolta della Bolognina non si iscrisse al PDS, pur aderendo al gruppo parlamentare di quel partito; nel 1992 conclude il mandato parlamentare. 
Negli ultimi anni è stato presidente dell'Istituto Storico della Resistenza e dell'Età Contemporanea di Savona. Muore a 83 anni, nel marzo 2016.